# Pagode du cheval blanc
La pagode du cheval blanc (chinois simplifié : 白马寺 ; chinois traditionnel : 白馬寺 ; pinyin : Báimǎ Sì, Wade-Giles: Paima szu), située à Dunhuang, Gansu, en Chine, a été construite pour commémorer Tianliu, le cheval blanc du moine bouddhiste Kumārajīva, qui avait transporté des écritures bouddhiques depuis Kucha jusqu'à Dunhuang, vers 384.

## Architecture
La pagode est située à environ 2 km au sud-ouest du centre de la ville de Dunhuang. Elle a été restraurée à l'époque Daoguang (1821-1851) et à nouveau en 1992. Sa hauteur est de 12 mètres et son diamètre de 7 mètres. Elle se compose de neuf niveaux au total. L'extérieur est construit en briques adobe, et est rempli avec un mélange d'herbe et de boue additionné de chaux. La base est en forme de roue à huit rayons (Dharmachakra), un important symbole bouddhiste. 
Le 1er niveau a quatre faces, tandis que les niveaux 2 à 4 présentent plusieurs angles; le niveau 5 est décoré avec des bords en lotus, le 6e est en forme de bol renversé, le 7e niveau est en forme de roue, tandis que le 8e niveau est constitué d'une plaque hexagonale, avec à chaque angle de grosses cloches suspendues qui tintent au vent. Au-dessus se trouvent des boules de métal surmontées d'un trident. Les habitants locaux affirment que le carillon des cloches est un écho du hennissement du cheval.

## Histoire

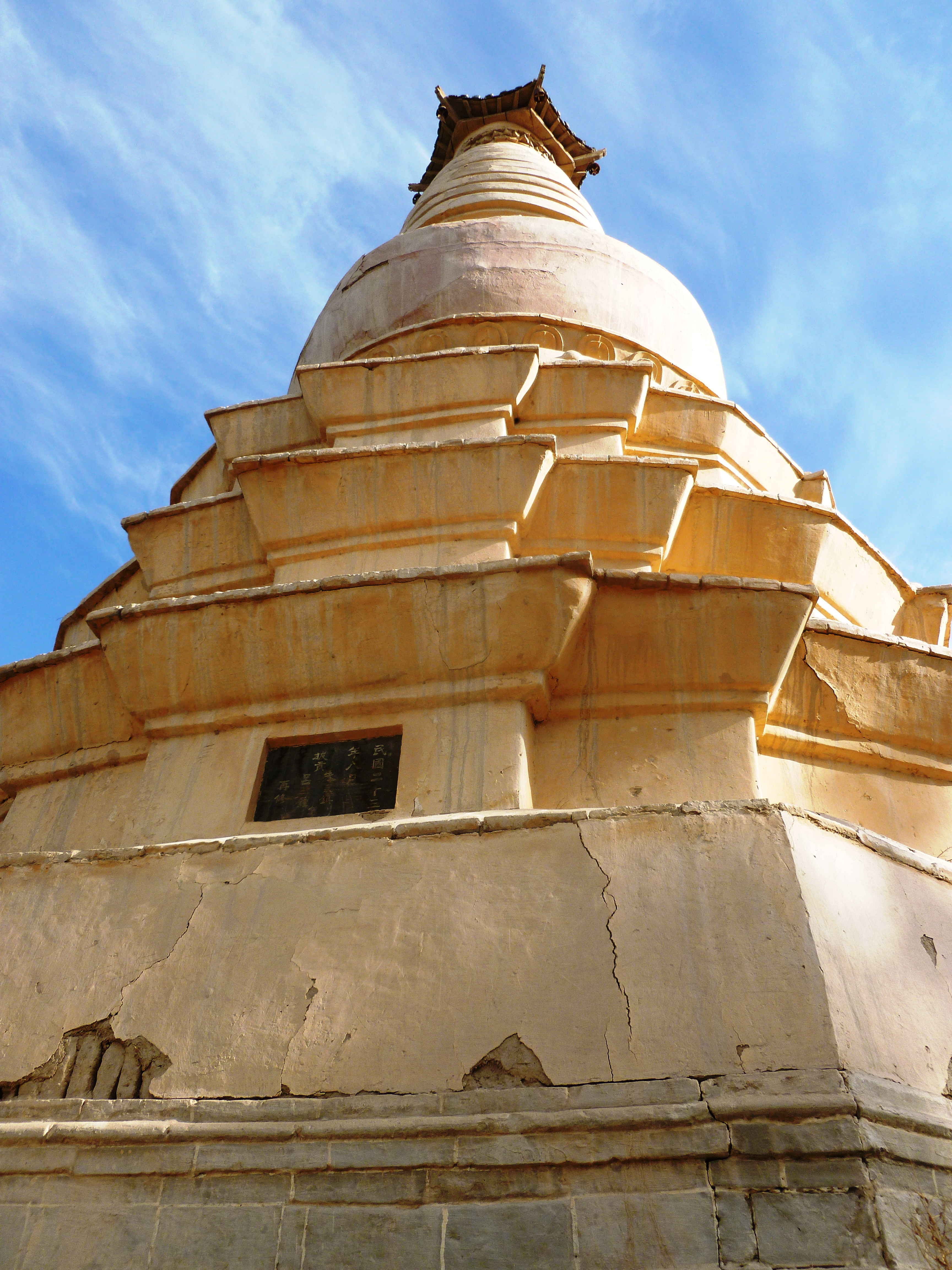
Détail des étages de la pagode

Kumārajīva, un moine révéré, est né dans la cité-état oasis de Kucha, fils d'une princesse kouchan et d'un brahmane du Cachemire. Son cheval Tianlu a trouvé un chemin à travers trois hautes montagnes, le long de rivières au courant fort, et il a même traversé l'eau quand il le fallait.
Selon la légende, quand Kumārajīva atteignit l'ancienne cité de Shazhou (Dunhuang) il fit halte plusieurs jours durant au temple de Puguang pour prêcher sur les écritures. Juste avant son départ, Tianliu tomba malade et mourut peu après. Bouleversé par la mort de son unique compagnon de voyage, Kumārajīva construisit cette pagode de neuf étages, contenant des reliques du Bouddha. « Kumārajīva était très triste. Il érigea un autel sacrificiel pour son cheval blanc et suivit des rituels bouddhiques en ce lieu pendant neuf jours. Dans la cour du temple de Puguang, il construisit la pagode du Cheval Blanc ».

### Kumārajīva et leSûtra du Diamant
Kumārajīva fut un des plus grands traducteurs chinois de sutras sanskrit. Il est connu, entre autres, pour avoir rapporté en Chine le Sūtra du Diamant (sanskrit : Vajra-cchedikā-prajñā-pāramitā-sūtra), un texte important du bouddhisme mahāyāna, et pour l'avoir, en 402, traduit en chinois. Un exemplaire imprimé de ce sutra, trouvé en 1910 dans les grottes de Mogao, près de Dunhuang, est daté de l'an 868 de notre ère, ce qui en fait le plus ancien livre imprimé daté au monde. Il a été restauré à la British Library, un processus exigeant qui a duré sept ans et qui s'est terminé en 2010,. 

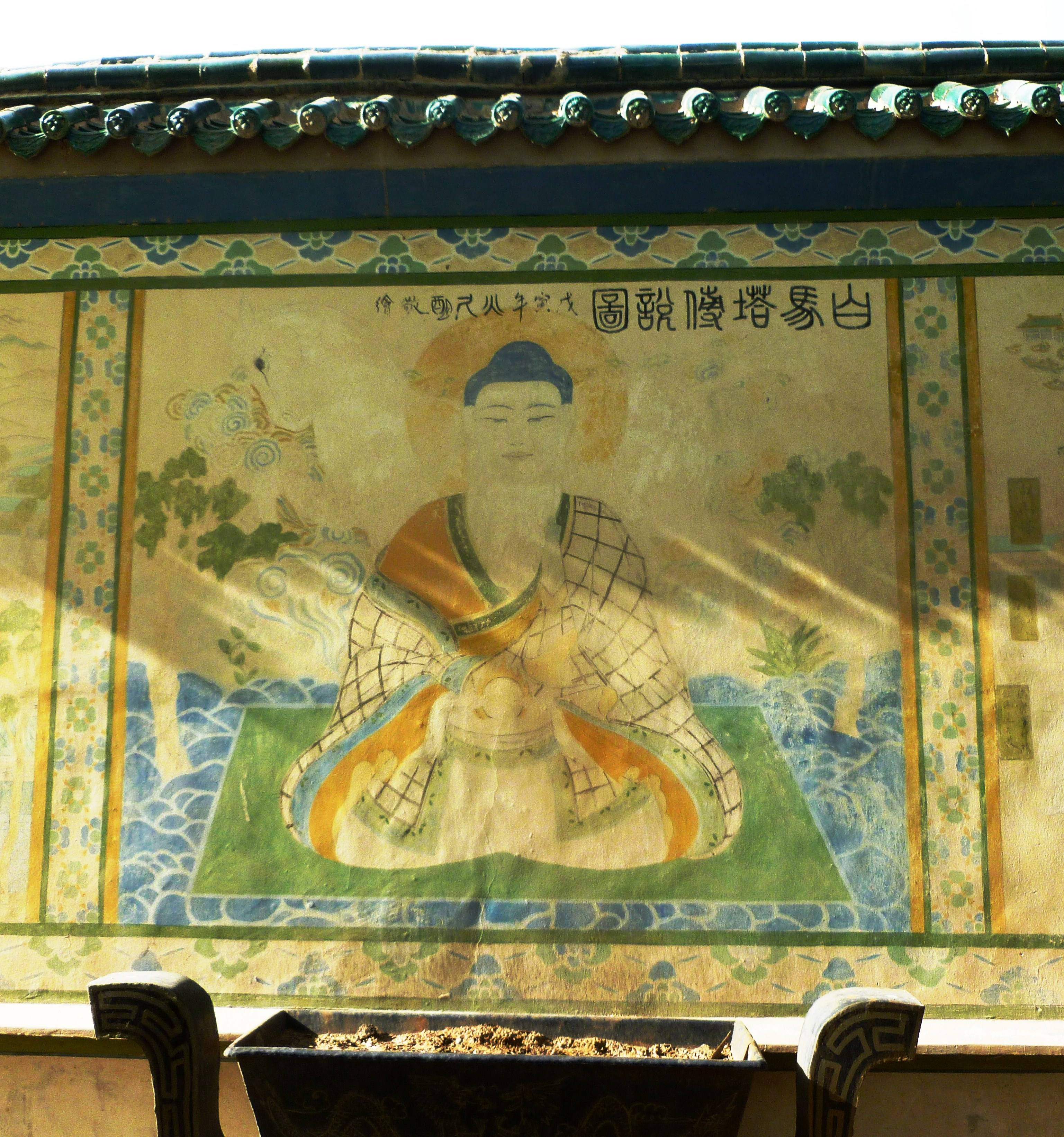
Peinture murale et brasero dans la pagode.